# Estación General Guido
General Guido es una estación ferroviaria ubicada en la ciudad del mismo nombre, en el partido de General Guido, Provincia de Buenos Aires, Argentina.

## Servicios
Es una estación intermedia del ramal entre la estación Constitución de la ciudad de Buenos Aires con la estación Mar del Plata. El servicio es brindado por Trenes Argentinos Operaciones, prestando parada en esta estación.
Hasta el 1 de abril de 2025 fue estación cabecera del tren regional que unía esta estación con la Pinamar, habiéndose restablecido el servicio ferroviario en el segundo semestre de 2021 a dicha estación después de cinco años de inactividad.

Sus vías e instalaciones están a cargo de la empresa estatal Trenes Argentinos.

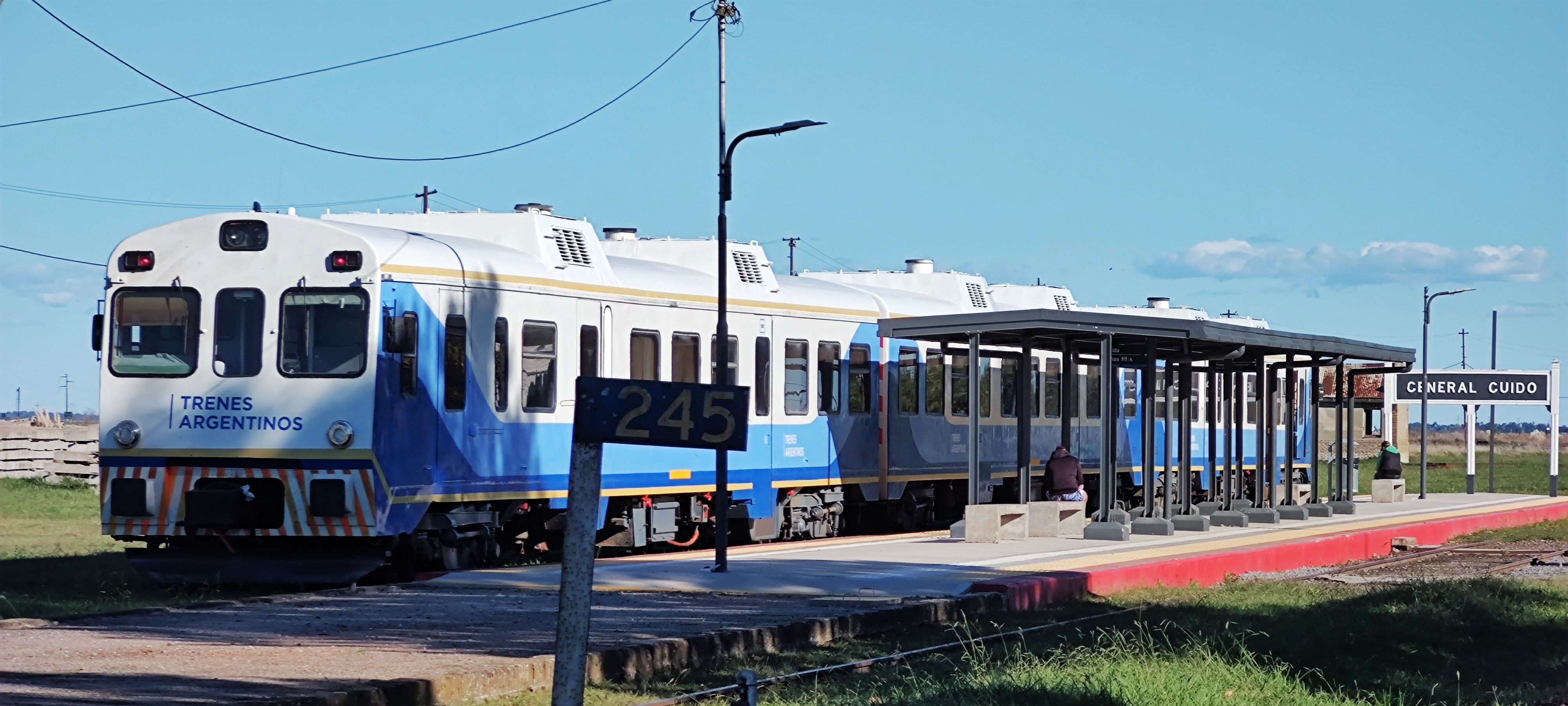
Tren CAF 593 esperando su salida en el andén 3 de la estación
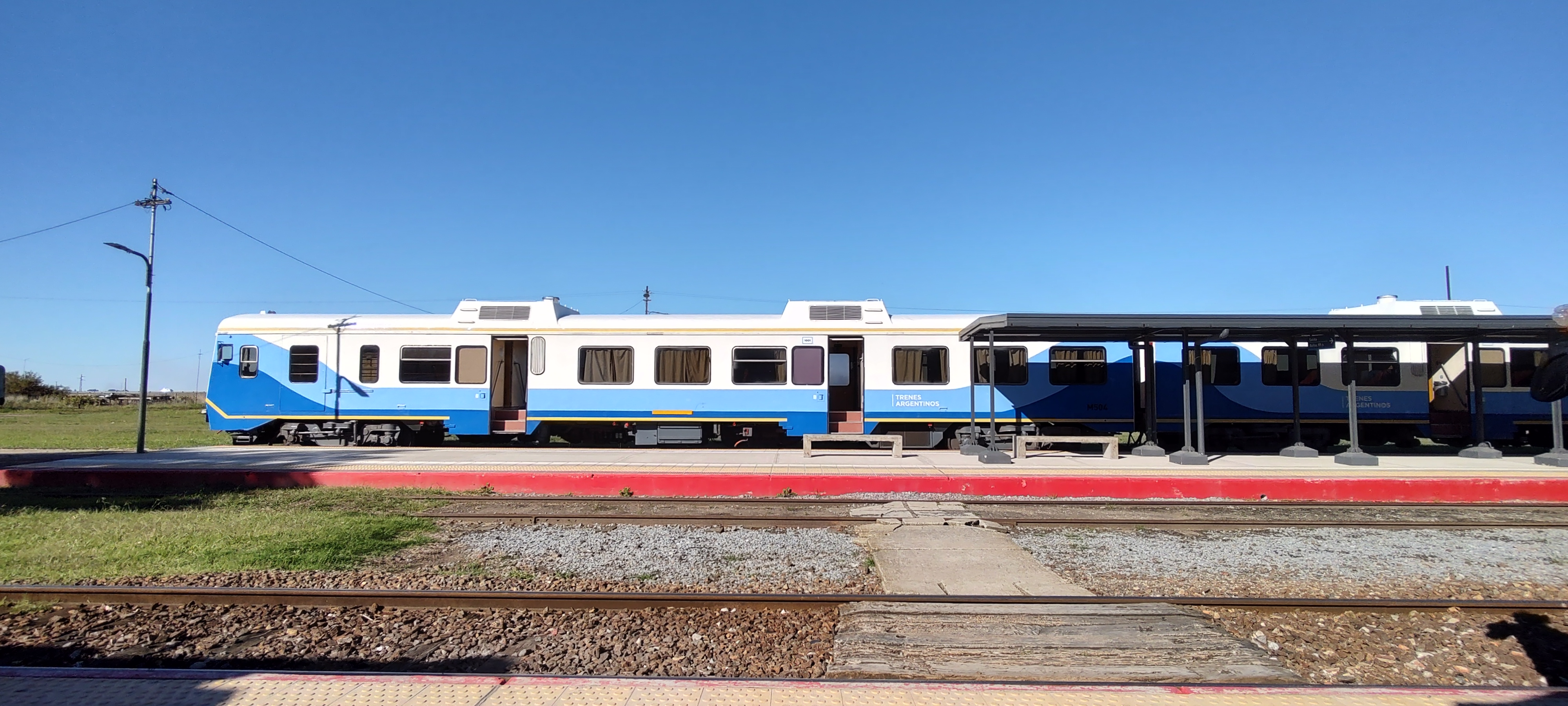
Tren 593 con destino Pinamar
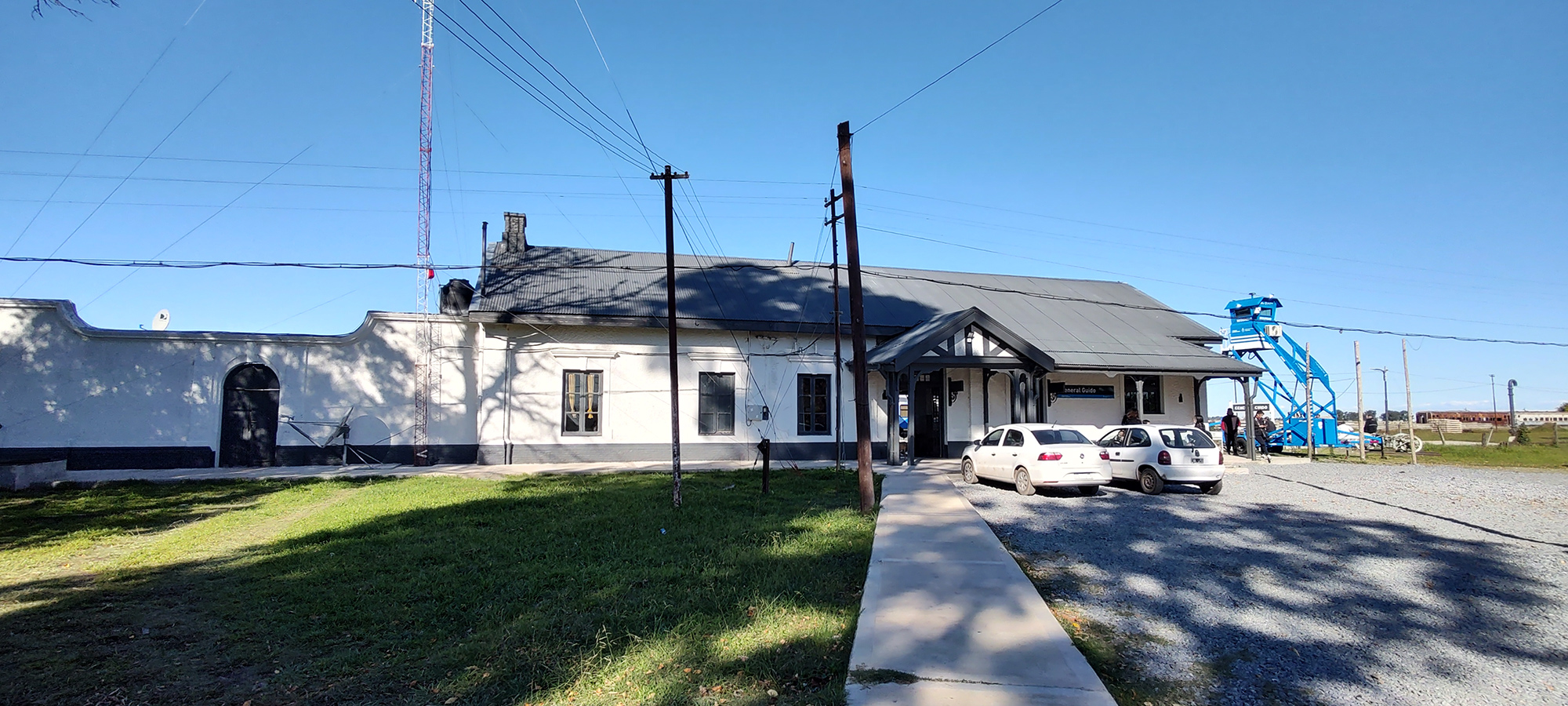
Frente de la estación
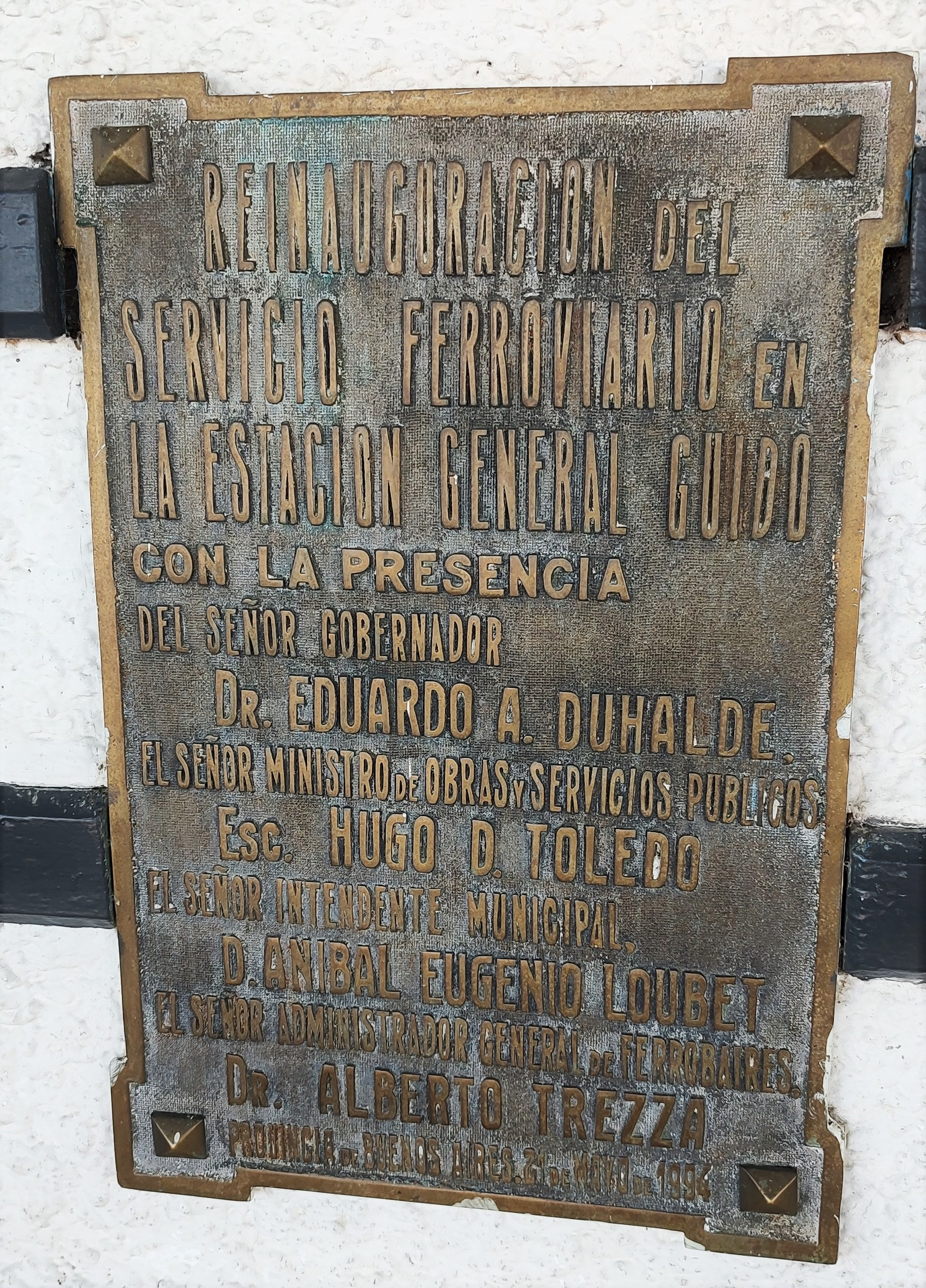
Placa reinauguratoria
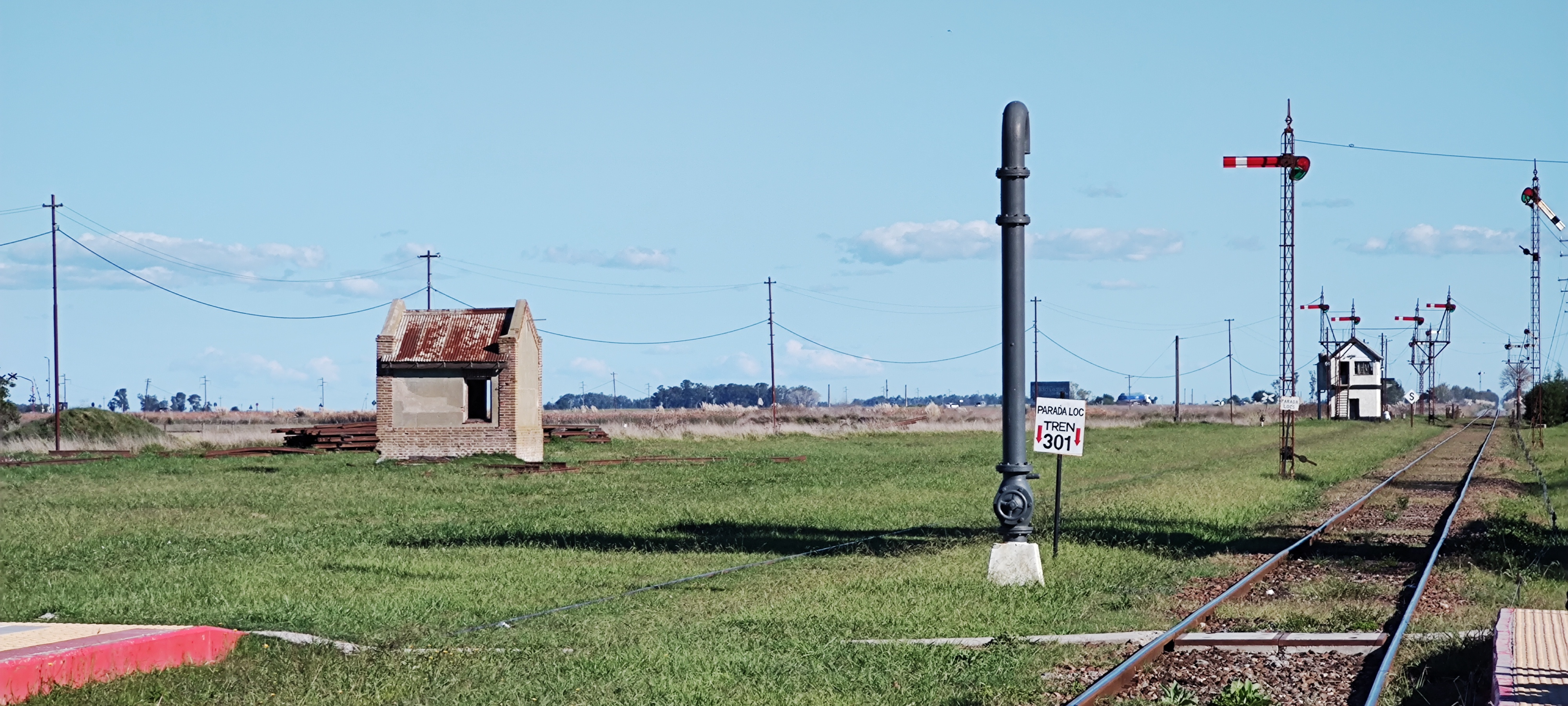
Vista hacia Pinamar (izquierda) y Mar del Plata (derecha)

## Ubicación
Se encuentra ubicada a 245 kilómetros de la estación Constitución, a unos 1.500 metros al sur de la plaza de general Guido, fuera de su planta urbana.

## Imágenes
- Imágenes de la estación